# Aeschynanthus miniaceus
Aeschynanthus miniaceus är en tvåhjärtbladig växtart som beskrevs av Brian Laurence Burtt och Patrick James Blythe Woods. Aeschynanthus miniaceus ingår i släktet Aeschynanthus och familjen Gesneriaceae. Inga underarter finns listade i Catalogue of Life.